# Zieglberg (Röhrmoos)
Zieglberg ist ein Ortsteil der Gemeinde Röhrmoos im oberbayerischen Landkreis Dachau.

## Lage
Der Weiler liegt etwa zwei Kilometer südöstlich des Kernortes Röhrmoos. Die Kreisstraße DAH 3 tangiert den Ort.

## Geschichte
Der Ortsname stammt von einer Ziegelei, die hier in früheren Jahrhunderten betrieben wurde. Die Mulden für die Lehmentnahme sind im angrenzenden Wald noch sichtbar. Noch um 1800 gab es neben der Ziegelei nur eine zweite Behausung; diese benutzten die Jäger der Hofmark Schönbrunn.
Der Ort gehörte zur Gemeinde Schönbrunn und wurde mit dieser im Zuge der Gebietsreform in Bayern am 1. Mai 1978 nach Röhrmoos eingegliedert.

## Einwohnerentwicklung
Zwischen 2004 und 2016 wuchs die Einwohnerzahl des Orts von 43 auf 53 an.
| Jahr      | 1888 | 1997 | 2004 | 2016 |
| Einwohner | 47   | 47   | 43   | 50   |